# 이승소
이승소(李承召, 1422년 12월 5일 ~ 1484년 1월 10일)는 조선 전기의 문신으로, 본관은 양성(陽城). 자는 윤보(胤保), 호는 삼탄(三灘)이다. 이옥(李沃)의 증손이다.

## 생애
세종 29년인 1447년에 문과에 급제해서 부수찬이 되었고 문종 즉위 후에는 부교리를 지냈다. 단종 즉위 후에는 교리가 되었고 단종 2년인 1455년에는 장령이 되었다. 세조 즉위 후 1456년에는 집현전 직제학이 되었고 곧 다시 겸장령이 되었다. 이후 1456년에는 성균관사성이 되었으며 1457년에는 예문관제학과 성균관대사성을 지냈다. 이후에는 1458년에 예조참의로 승차했으며 곧 호조참의로 옮겼다. 1459년에는 형조참의로 옮겼고 재차 호조참의로 다시 옮겼다. 그러다가 다시 이조참의로 옮겼으며 1460년에는 다시 예문관제학이 되었다. 이후 예문관제학으로 오랫동안 재직하다가 1466년에는 충청도관찰사가 되어서 외직으로 나갔다. 이후 병으로 관직에서 물러났다가 1469년에 다시 조정으로 복귀해서 예조참판이 되었다. 이후 다시 예문관제학을 겸하게 되었다. 성종 즉위 후 의주선위사가 되었다가 1471년에는 예조판서가 되었다. 오랫동안 예조판서에 있다가 1477년에는 우참찬이 되었다. 그랬다가 다시 예조판서에 제수되었고 그러다가 1480년에는 이조판서로 옮겼고 1481년에는 다시 우참찬에 제수되었다. 그러다가 다시 이조판서로 제수되었고 1482년에는 형조판서로 옮겼다. 그러다가 병으로 사직한 뒤에는 다시 좌참찬에 제수되었다. 그러다가 병으로 사직하면서 지중추부사가 되었고 1484년에 생을 마감한다.
시호는 문간(文簡)이다.